# Dr Pepper Museum
Dr Pepper Museum é um museu temático localizado em Waco, nos Estados Unidos. O museu conta a história do tradicional refrigerante Dr Pepper.
Aberto ao publico em 1991, esta localizado na primeira fábrica construída pela empresa para envasar o produto, desativada na década de 1960. Entre suas atrações, são administradas aulas de marketing e vendas para escolas visitantes.